# Henri Michel Lavoix
Henri Michel Lavoix (Parigi, 1820 – Parigi, 23 ottobre 1892) è stato un numismatico e bibliotecario francese, padre di Henri Marie François Lavoix.
Entrò al Cabinet des médailles della Biblioteca nazionale di Francia nel 1842. Qui si dedicò allo studio della collezione delle monete islamiche, le cui monete erano state fino ad allora erano state trascurate. Riuscì, coinvolgendo il conservatore capo Chabouillet, ad accrescere sostanzialmente la collezione delle monete islamiche in particolare quelle degli Omayyadi, degli Abbasidi e dei Fatimidi.
Nel 1851 pubblicò il suo primo studio di numismatica, «Mémoire sur les dinars à légendes latines frappés en Espagne en l'an CXI de l'Hégire».
Più tardi curò la pubblicazione del cataloghe delle monete islamiche del Gabinetto. Il primo volume, Khalifes orientaux, fu dato alle stampe nel 1887 e il secondo, Espagne et Afrique, uscì nel 1891. Quando il terzo volume, Égypte et Syrie,  era già in fase di stampa, Lavoix ebbe un attacco apoplettico e morì nella notte tra il 22 e il 23 ottobre 1892. Il lavoro uscì grazie a Paul Casanova.
Fu conservatore capo del Gabinetto delle medaglie dal 1890 al 1892, succedendo a Chabouillet.
Lavoix era interessato in generale alla cultura dell'Oriente, in cui aveva viaggiato da giovane ed aveva scritto diversi articoli anche sull'arte araba. Oltre alla attività di numismatico scrisse diversi articoli di arte, letteratura e teatro sul Moniteur, sul Journal Officiel, sulla Gazette des Beaux-Arts e su L’Illustration usando lo pseudonimo di Savigny, il nome di uno zio.